# Stefanie Rommerskirchen
Stefanie „Steffi“ Rommerskirchen (* 16. Mai 1965, verheiratete Stefanie Spang) ist eine deutsche Badmintonspielerin.

## Karriere
Stefanie Rommerskirchen gewann auf nationaler Ebene zahlreiche Medaillen im Nachwuchsbereich bis hin zum Titel im Damendoppel bei den Juniorenmeisterschaften 1982. Bereits ein Jahr später gewann sie Bronze im Dameneinzel bei den Erwachsenen. In der Badminton-Bundesliga wurde sie mit dem Team des FC Langenfeld in der Saison 1988/1989 Meisterin, zwei Jahre später Dritte.

## Heute
Stefanie Rommerskirchen ist heute verheiratet, Mutter einer Tochter und als Human- und Tierphysiotherapeutin selbständig mit dem Online-Fachhandel für Tiertherapie CarePet.

## Sportliche Erfolge
| Saison    | Veranstaltung                     | Disziplin   | Platz | Name                                                                             |
| --------- | --------------------------------- | ----------- | ----- | -------------------------------------------------------------------------------- |
| 1978/1979 | Deutsche Einzelmeisterschaft U14  | Damendoppel | 2     | Stefanie Rommerskirchen (FC Langenfeld) / Ulrike Peters (TuS Lendringsen)        |
| 1978/1979 | Deutsche Einzelmeisterschaft U14  | Dameneinzel | 2     | Stefanie Rommerskirchen (FC Langenfeld)                                          |
| 1980/1981 | Deutsche Einzelmeisterschaft U16  | Dameneinzel | 1     | Stefanie Rommerskirchen (Bottroper BG)                                           |
| 1980/1981 | Deutsche Einzelmeisterschaft U16  | Damendoppel | 2     | Susanne Altmann (STC Blau-Weiß Solingen) / Steffi Rommerskirchen (FC Langenfeld) |
| 1981/1982 | Deutsche Einzelmeisterschaft U18  | Damendoppel | 1     | Stefanie Rommerskirchen / Sonja Krüger (FC Langenfeld / Post SV Würzburg)        |
| 1982/1983 | Deutsche Einzelmeisterschaft U18  | Dameneinzel | 2     | Stefanie Rommerskirchen (FC Langenfeld)                                          |
| 1982/1983 | Deutsche Einzelmeisterschaft U18  | Damendoppel | 2     | Stefanie Rommerskirchen (FC Langenfeld) / Sonja Krüger (Post Würzburg)           |
| 1982/1983 | Deutsche Einzelmeisterschaft      | Dameneinzel | 3     | Stefanie Rommerskirchen (Bottroper BG)                                           |
| 1988/1989 | Deutsche Mannschaftsmeisterschaft | Team        | 1     | FC Langenfeld                                                                    |
| 1990/1991 | Deutsche Mannschaftsmeisterschaft | Team        | 3     | FC Langenfeld                                                                    |